# Urodídeos
Urodídeos (Urodidae) é uma família de insectos da ordem Lepidoptera.